# Paris-Bar-le-Duc
Paris-Bar-le-Duc est une ancienne course cycliste française, organisée le 30 septembre 1894 pour les Fêtes de l'inauguration du "Monument des Michaux" à Bar-le-Duc.

## Palmarès
| Année | Vainqueur    | Deuxième   | Troisième                                    |
| ----- | ------------ | ---------- | -------------------------------------------- |
| 1894  | Lucien Lesna | Marius Thé | Georges Ducom avec Gaston Pachot (en tandem) |